# Macrostylis cerritus
Macrostylis cerritus är en kräftdjursart som beskrevs av Vey och Saskia Brix 2009. Macrostylis cerritus ingår i släktet Macrostylis och familjen Macrostylidae. Inga underarter finns listade i Catalogue of Life.